# ورزشگاه آتاتورک آنتالیا
ورزشگاه آتاتورک آنتالیا (به ترکی استانبولی: Antalya Atatürk Stadium) یک ورزشگاه  در ترکیه است که در آنتالیا واقع شده‌است.